# Drivande hund

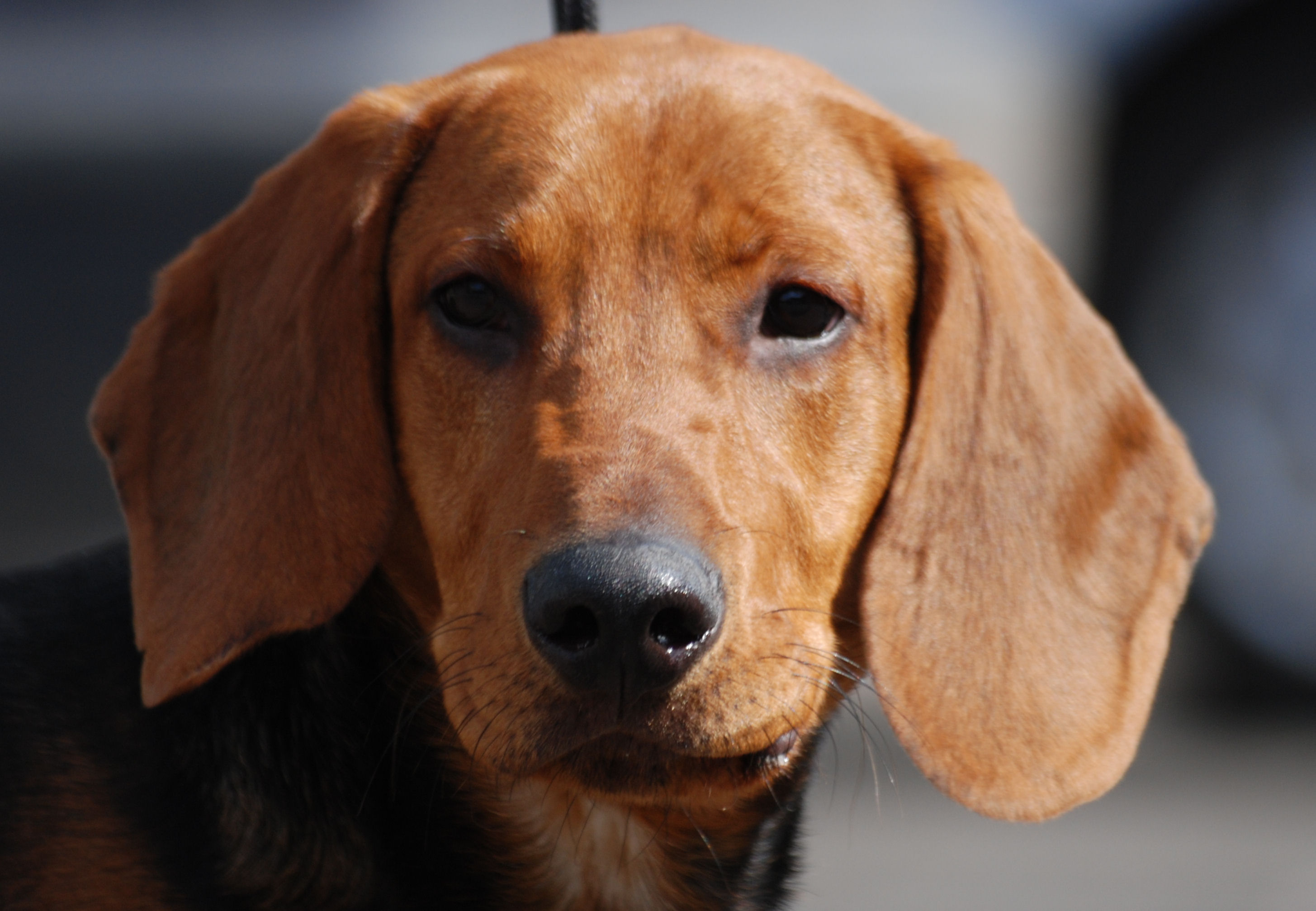
En schillerstövare.

Drivande hundar är en grupp av hundraser för jakt på småvilt, rådjur och ibland hjort. Enligt den internationella kennelfederationen Fédération Cynologique Internationales (FCI) indelning utgör de sektion 1, drivande hundar, i grupp 6 drivande hundar, samt sök- och spårhundar. I denna sektion finns jakthundar som används till olika former av jakt där hunden följer doftspår med hjälp av luktsinnet. Alla raser i denna grupp är av typen braquehundar.
I Norden avses med drivande hund oftast specifikt sådana hundar som används till den form av drevjakt där en ensam jägare använder sig av en löshund som med drevskall driver viltet mot skytten. Raser specialiserade på denna sorts jakt är framförallt stövare, drever, tax och (i t.ex. Frankrike och Storbritannien) basset.
I sektionen drivande hundar ingår även sådana hundar som jagar i koppel (d.v.s. i pack (engelska), inte kopplade) vid parforsjakt, framförallt engelsk rävjakt, bland annat beagle. Coonhounds är drivande hundar som utvecklats i Nordamerika för jakt på tvättbjörn (raccoons) och annat vilt som tar sin tillflykt i träden.
Slutligen ingår blodhunden i sektionen. Ursprungligen en jakthund har den utvecklats till spårhund på människa.
De olika raserna i sektionen kan även, beroende på träning, användas till ledhundsjakt där de istället för att spåra söker med hjälp av vittringen. Begreppet drivande hund används även oegentligt för alla de jakthundar som på engelska kallas scent hounds, på tyska laufhunde och på spanska sabueso. Något motsvarande samlingsbegrepp på svenska som omfattar såväl spårande jakthundar som de som följer vittringen i vinden finns inte. I samlingsbegreppet ingår även viltspårhundar som inte följer doftspår utan blodspår efter skadeskjutet eller trafikskadat vilt.